# Fibuloides modificana
Fibuloides modificana es una especie de polilla del género Fibuloides, tribu Enarmoniini, familia Tortricidae. Fue descrita científicamente por Kuznetzov en 1997.
Se distribuye por Asia: Vietnam y China (en la región de Guangxi).